# Норберт Нахтвайг
Норберт Нахтвайг (нім. Norbert Nachtweih, нар. 4 червня 1957, Зангергаузен) — східнонімецький футболіст, що грав на позиції захисника.
Виступав, зокрема, за «Айнтрахт» та «Баварію», з яким став триразовим володарем Кубка ФРН, чотириразовий чемпіон ФРН, володар Суперкубка ФРН та Кубка УЄФА.

## Ігрова кар'єра
Народився 4 червня 1957 року в місті Зангергаузен. Вихованець юнацьких команд ряду східнонімецьких шкіл, останньою з яких була «Хемі» (Галле).
У дорослому футболі дебютував 1974 року виступами за «Хемі» (Галле), в якій провів три сезони, взявши участь у 35 матчах Оберліги НДР. Саме виступаючи за цю команду, Нахтвайг став потрапляти у склад молодіжної збірної НДР. 16 листопада 1976 року після матчу з молодіжною збірною Туреччини у місті Бурса Норберт разом зі своїм товаришем по команді Юргеном Палем втік з розташування своєї збірної. Незабаром вони потрапили в табір для біженців у Гессені. За втечу ФІФА дискваліфікувала обох футболістів на рік.
Відбувши річну дискваліфікацію обидва футболіста в 1978 році підписали контракт з франкфуртським «Айнтрахтом». 4 березня 1978 року дебютував у Бундеслізі у матчі проти «Штутгарта» (2:0). 17 березня 1979 року в матчі з «Вердером» (2:1) в Бремені він забив перший гол під час гри в Бундеслізі. У перші два сезони в Норберт не був основним гравцем, але з початку сезону 1979/80 став стабільно грати. У цьому сезоні він виграв з клубом Кубок УЄФА після перемоги над «Боруссією» (Менхенгладбах) у фіналі. А у сезоні 1980/81 років він виграв Кубок ФРН з клубом. Усього він зіграв у 120 матчах Бундесліги і забив 30 голів.
1982 року уклав контракт з німецьким топ-клубом «Баварія», у складі якого провів наступні сім років своєї кар'єри гравця. Він дебютував там 21 серпня 1982 року в матчі проти «Вердера» (0:1). У сезоні 1983/84 він виграв Кубок ФРН з клубом, а у 1985 році він знову відіграв за «Баварію» у фіналі Кубка ФРН, але «Баварія» цього разу програла «Баєру Юрдінген» (1:2). У 1986 році він виграв з командою німецький чемпіонат і Кубок ФРН. Через рік він знову здобув чемпіонат Німеччини, а також зіграв у фіналі Кубка чемпіонів, але «Баварія» програла «Порту» 1:2, У 1988 році він став віце-чемпіонам ФРН, а в 1989 році він знову став чемпіоном країни. Загалом, він зіграв у 220 матчах у Бундеслізі та забив 20 голів.
У 1989 році він виїхав до Франції, де став гравцем клубу «Канн». Він провів два сезони в цьому клубі, а потім повернувся до Німеччини в «Айнтрахт». Проте протягом шести місяців гри за цей клуб він зіграв лише у трьох іграх і в грудні 1991 року він пішов з команди.
Завершив професійну ігрову кар'єру в нижчоліговому клубі «Вальдгоф», за команду якого виступав протягом 1992—1996 років.

### Кар'єра в збірній
За правилами ФІФА тих років Нахтвайг не міг грати за жодну іншу збірну окрім збірної НДР, оскільки він був заграний за їх молодіжну команду. Виклику в збірну НДР він не міг отримати через свою втечу, тому на рівні дорослих збірних він так ніколи і не грав.

## Титули і досягнення
- Володар Кубка ФРН (3):

«Айнтрахт»: 1980–81
«Баварія»: 1983–84, 1985–86
- Чемпіон ФРН (4):

«Баварія»: 1984–85, 1985–86, 1986–87, 1988–89
- Володар Суперкубка ФРН (2):

«Баварія»: 1982, 1987
- Володар Кубка УЄФА (1):

«Айнтрахт»: 1979–80